# Parité (physique)
Pour les articles homonymes, voir Parité.

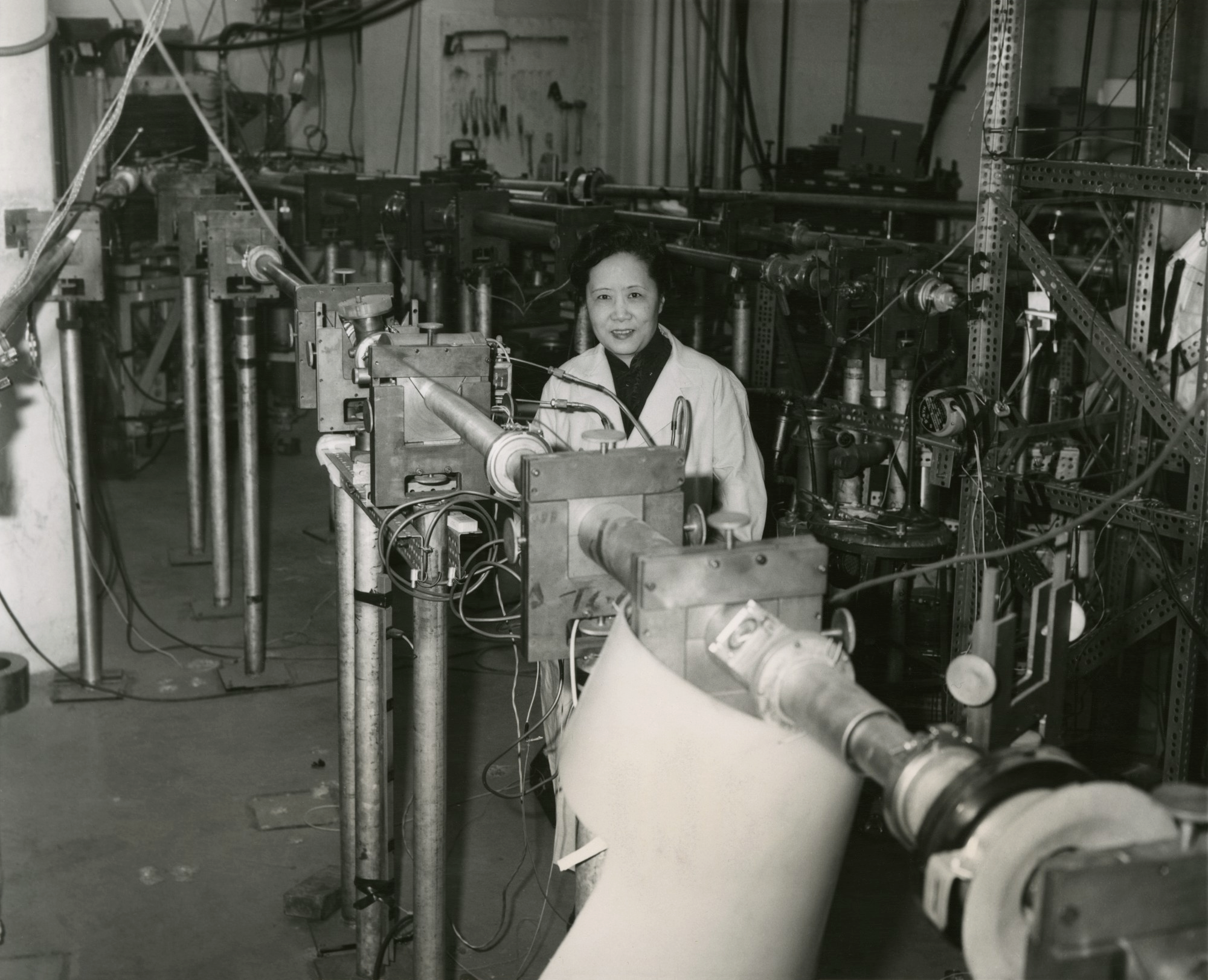
Chien-Shiung Wu en 1963

La symétrie P ou parité, appelée aussi inversion de l'espace, est une opération au cours de laquelle le vecteur position subit le changement suivant :
{\displaystyle {\vec {x}}\mapsto -{\vec {x}}}
ou encore, pour les trois coordonnées cartésiennes
{\displaystyle (x,y,z)\mapsto (-x,-y,-z)}
En mécanique quantique, les fonctions d'onde qui sont inchangées par l'opération de parité sont dites fonctions paires, tandis que celles qui changent de signe sous la même transformation sont dites fonctions impaires.
L'électrodynamique quantique et la chromodynamique quantique possèdent la symétrie P. En revanche, l'interaction faible viole la symétrie de parité,.

## Parité et symétrie miroir
Dans une vision tridimensionnelle du monde, la symétrie P consiste à remplacer chacune des trois coordonnées cartésiennes spatiales (x,y,z) par son opposé, donc prendre les valeurs (-x,-y,-z). D'une manière générale, cette opération diffère d'une simple opération miroir et revient à non seulement prendre l'image dans un miroir mais à faire en plus un demi-tour dans le même plan que celui du miroir. Pourtant, on trouve souvent comme définition de la symétrie P « prendre l'image dans un miroir » uniquement. Cela vient du fait que toutes les théories physiques actuelles admettent l'isotropie de l'espace. En particulier, le fait que les lois de la physique sont invariantes par une rotation d'un demi-tour dans n'importe quel plan ne fait pas débat.

## Systèmes à plusieurs particules: atomes, molécules, noyaux
La parité globale d'un système à plusieurs particules est le produit des parités des états à une particule. Elle est –1 en présence d'un nombre impair des particules en états de parité impaire, et +1 autrement. Des notations différentes sont à l'emploi pour indiquer la parité des atomes, des molécules et des noyaux.

### Atomes
Une orbitale atomique possède la parité (−1)ℓ, où l'exposant ℓ est le nombre quantique secondaire (ou azimutal). La parité est impaire pour les orbitales p, f, ... avec ℓ = 1, 3, ...,et un état atomique possède la parité impaire si un nombre impair d'électrons occupent ces orbitales. Par exemple, la configuration électronique de l'état fondamental de l'atome d'azote est 1s22s22p3, et le terme spectroscopique de cet état est 4So, où l'indice o indique impair (en anglais: o pour "odd"). Par contre le troisième état excité vers 83,300 cm−1 au-dessus de l'état fondamental avec configuration électronique 1s22s22p23s est paire parce qu'il n'y a que deux électrons 2p, et son terme spectroscopique est 4P sans indice o.

### Molécules
L'hamiltonien moléculaire complet (rotationnel, vibrationnel, électronique et spin nucléaire) de toute molécule est inchangé par l'opération de parité P, et on attribue à chaque fonction propre l'indice + si elle est paire ou – si elle est impaire. L'opération de parité implique l'inversion des coordonnées spatiales électroniques et nucléaires à travers le centre de masse de la molécule.
Les molécules qui sont centrosymétriques à l'équilibre ont un centre de symétrie au centre de masse nucléaire. Ceci inclut toute molécule diatomique ainsi que certaines molécules symétrique telles que l'éthylène, le benzène, le tétrafluorure de xénon et le hexafluorure de soufre.
Les états électroniques et vibrationnels des molécules centrosymétriques sont ou bien inchangés par l'opération d'inversion i, ou bien ils changent leur signe sous cette opération. Les premiers sont indiqués g pour gerade (allemand: pair), tandis que les derniers sont indiqués u pour ungerade (allemand: impair).

### Noyaux
Aux noyaux atomiques, l'état de chaque nucléon (proton ou neutron) possède de la parité soit paire soit impaire, et la configuration des nucléons peut être prédite à l'aide du modèle en couches qui décrit la structure nucléaire. Comme pour les électrons aux atomes, l'état du noyau entier possède la parité impaire globale si et seulement s'il y a un nombre impair de nucléons en états de parité impaire. La parité est habituellement écrit comme un + (pair) ou – (impair) suivant la valeur du spin nucléaire.
Par exemple, un isotope de l'oxygène est le 17O(5/2+). La notation indique que le spin est 5/2 est la parité est paire. Le modèle en couches explique ceci parce que les 16 premiers nucléons sont appariés de sorte que chaque paire possède le spin zéro est la parité paire, tandis que le dernier nucléon est à la couche 1d5/2, ce qui possède la parité paire parce que ℓ = 2 pour une orbitale d.

## Non-conservation de la parité par l'interaction faible
Quoique la parité est conservée par l'électromagnétisme et par la gravitation, la conservation de la parité est brisée par l'interaction faible et peut-être aussi par l'interaction forte dans une certaine mesure,. Selon le modèle standard de la physique des particules, seules les composants gauchers des particules et les composants droitiers des antiparticules participent aux interactions faibles chargées. Ceci implique que la parité n'est pas une symétrie de notre univers.
En 1956 les physiciens théoriques Tsung-Dao Lee et Chen-Ning Yang à l'Université Columbia analysent les expériences pertinentes jusqu'à date et démontrent que la conservation de la parité avait déjà été vérifiée aux désintégrations des particules par l'interaction forte ou par l'interaction électromagnétique, mais non par l'interaction faible. Ils proposent alors plusieurs tests expérimentaux directs possibles. La première expérience est faite par Chien-Shiung Wu, collègue de Lee et Yang à Columbia, qui effectue son expérience au National Bureau of Standards lequel disposait des installations et de l'expertise nécessaires en cryogénie. En 1957 Wu, Ambler, Hayward, Hoppes, and Hudson (1957) trouvent en effet que la parité n'est pas conservée à la désintégration béta du cobalt-60.
En 2010, une équipe de physiciens qui travaillent avec le Collisionneur d'ions lourds relativistes annoncent l'observation d'une bulle transiente dans un plasma quarks-gluons, ce qui suggère que la parité peut aussi être brisée dans l'interaction forte.